# 688
Cette page concerne l'année 688  du calendrier julien. Pour l'année 688 av. J.-C., voir 688 av. J.-C.
L'année 688 est une année bissextile qui commence un mercredi.

## Événements
- 15 mai : début du XVe concile de Tolède.

- Ifriqiya : les musulmans, vaincus par les Berbères à Kairouan, reculent sur Barqa où ils sont surpris et massacrés par un corps de débarquement byzantin. Zobeïr Ibn Keïs est tué[1].

- Berchier, maire du palais de Neustrie, est assassiné par ses gens à l'instigation de sa belle-mère Ansflède, veuve de Waratton. Pépin II est reconnu par le roi comme seul maire du palais pour tout le royaume. Il ne s’établit pas pour autant à la cour où il place Nordebert un homme de confiance et retourne en Austrasie[2].

- Le roi des Saxons de l'Ouest Cædwalla abdique pour se rendre en pèlerinage à Rome. Ine lui succède.

## Naissances en 688
- Naissance de Charles Martel (date approximative)

## Décès en 688
- 9 avril : Waudru de Mons.
- Pertharite, roi des Lombards.